# Paolo Vaini
Paolo Vaini (Mantova, 27 marzo 1938) è un ex calciatore italiano, di ruolo difensore.

## Carriera
Dopo il debutto in IV Serie con la Mantovana nel 1957, passa al Ravenna con cui disputa due campionati di Serie C.
Nel 1961 è al Potenza, con cui vince il campionato di Serie C 1962-1963 e gioca per due stagioni in Serie B totalizzando 70 presenze e un gol.
Nel 1965-1966 debutta in Serie A con il Brescia disputando 9 gare e mettendo a segno un gol. In seguito gioca le ultime due annate da professionista in Serie B con la maglia del Pisa.

## Palmarès

### Club

#### Competizioni nazionali
- Serie C: 1

Potenza: 1962-1963